# Nurzec (gmina)
Nurzec (od 1973 Nurzec-Stacja) – dawna gmina wiejska istniejąca w latach 1952–1954 w woj. białostockim (dzisiejsze woj. podlaskie). Siedzibą władz gminy był Nurzec.
Gmina została utworzona 1 lipca 1952 roku w woj. białostockim, w nowo powstałym powiecie siemiatyckim, z części gmin Milejczyce, Mielnik i Klukowicze. W dniu powołania gmina składała się z 12 gromad.
Gmina została zniesiona 29 września 1954 roku wraz z reformą wprowadzającą gromady w miejsce gmin. Jednostki nie przywrócono 1 stycznia 1973 roku po reaktywowaniu gmin, utworzono natomiast jej terytorialny odpowiednik – gminę Nurzec-Stacja z siedzibą w Nurcu-Stacji.